# 方尔谦
方尔谦（1872年—1936年），字地山，号无隅，别号大方，江苏江都人，收藏家、古钱币学家。与其弟方泽山并称为“二方”。
他16岁时曾被选拨贡生，但无意仕途，1889年外出远游并设馆授徒。其后，曾任京师大学堂教授。戊戌变法后，经常发表文章谴责袁世凯。袁世凯为笼络他，便聘请他为家庭教师，教授其子。期间，他与袁世凯次子袁克文关系密切，袁克文则受他影响反对袁世凯称帝。因激怒袁世凯，方尔谦与袁克文后来一同逃往天津。他们二人同时还是儿女亲家，方尔谦曾将其女儿方庆根许配给袁克文之子袁家嘏。1936年，方尔谦在天津逝世。